# 가시주머니생쥐
가시주머니생쥐(Chaetodipus spinatus)는 주머니생쥐과에 속하는 설치류의 일종이다. 멕시코의 바하칼리포르니아주와 미국의 애리조나주, 캘리포니아주, 네바다주에서 발견된다.

## 모습
가시주머니생쥐는 털이 길고 등 위에 잘 구부러지는 가시가 나 있다.. 이 가시는 다른 주머니생쥐와 가시주머니생쥐간의 주요한 차이점이다. 귀는 작고 둥글다. 꼬리 길이는 머리와 몸통을 모두 합친 길이의 126%가 될 정도로 길다. 몸의 털 색은 개체와 지역에 따라 다르지만 보통 몸 위쪽은 갈색이며 다른 부위는 황갈색이다. 가시주머니생쥐의 몸무게는 약 13에서 18g이며 몸 길이는 약 164에서 225mm이다.

## 서식지
가시주머니생쥐는 네바다주 남부, 캘리포니아주 동남부에서 바하칼리포르니아반도의 남쪽 끝까지, 칼리포르니아만의 부속도서에서 해발고도 900m까지 발견된다. 서식지가 광대하고 농업이 거의 이루어지지 않기 때문에 멸종될 가능성은 적다.

## 먹이
가시주머니생쥐의 먹이는 서식지에 따라 다르다. 대부분 씨앗이나 비가 올 경우에는 풀잎을 먹고 산다. 건조한 지역에서는 물이 찾기 힘들기 때문에 섭취하는 먹이에서 대부분 수분을 얻는다.

## 생태
가시주머니생쥐는 야행성이다. 이러한 특성으로 가시주머니생쥐는 바위가 많은 사막에서 더운 낮 시간을 피할 수 있다. 굴 속에서 잠을 자고 새끼들을 키운다. 주요한 포식자는 야생 고양이이다.